# Amata soror
Amata soror là một loài bướm đêm thuộc phân họ Arctiinae, họ Erebidae.